# Salticus marenzelleri
Salticus marenzelleri är en spindelart som beskrevs av Josef Nosek 1905. Salticus marenzelleri ingår i släktet Salticus och familjen hoppspindlar. Inga underarter finns listade i Catalogue of Life.